# Il maestro della notte
Il maestro della notte (孽子S, NièzǐP titolo in inglese Crystal Boys) è un romanzo di Xianyong Bai pubblicato per la prima volta nel 1983 a Taiwan. In Italia l'opera è stata tradotta da Maria Rita Masci e pubblicata il 25 gennaio 2005 da Einaudi.

## Trama
A Taibei (Taiwan) nei primi anni '60 del XX secolo un gruppo di ragazzi omosessuali si riunisce nel Parco Nuovo. Aqing, il narratore, è stato cacciato dalla scuola, perché sorpreso in "atti osceni" con un sorvegliante, e conseguentemente da casa del padre, austero ufficiale del Kuomintang. In questo ambiente nascosto agli occhi dei più i ragazzi sotto la guida del loro mentore, il «maestro della notte», Yang si prostituiscono per sopravvivere. Eppure ciascun di loro ha un sogno che a occhi estranei può sembrare infantile. 

## Personaggi
- A-Qing (阿青S): Protagonista dell'opera di forte costituzione fisica ed emotiva.
- Di-wa (弟娃S): Fratello minore di A-Qing.
- Xiao Yu (小玉S): Un giappo-taiwanese che sognia di tornare in Giappone a trovare il padre.
- Lao Shu A: Ladruncolo abbastanza sciatto e sciocco. Vive con suo fratello maggiore, assai violento.
- Xiao Min (小敏S): Come A-Qing è stato cacciato di casa dal padre. Fisicamente forte ma emotivamente debole, tenta il suicidio dopo la fine del rapporto d'amore con il suo amante.
- Shi Fu (師傅S): Molto altruista aiuta gli altri omosessuali a trovare lavoro e protezione; durante la storia aprirà un bar gay.
- Lao Guo (老郭S): Fotografo in pensione che tiene un libro fotografico dei vari personaggi che affollano il parco.
- Zi lungo (龍 子S): Ritorna a Taipei dopo aver vissuto negli Stati Uniti dove è scappato per aver ucciso il suo amante, A-Feng, in un impeto di rabbia. La vicenda lo ha fatto diventare una leggenda del parco.
- A-Feng (阿鳳S): Il figlio selvaggio di una donna muta cresciuto orfano. Era l'amante di Long Zi ma fu ucciso da lui.

## Censura
Quando l'opera venne pubblicata per la prima volta a Taiwan venne proibita dalla censura dato che vigeva ancora la legge marziale (fu abbandonata nel 1987) e l'omosessualità era ancora considerata perseguibile penalmente (fu depenalizzata solo nel 1997).

## Adattamenti
L'opera ha avuto due adattamenti audiovisivi tra i quali una serie televisiva del 2003 chiamata Crystal Boys e un omonimo spettacolo teatrale del 2014.